# Mladen Karoglan
Mladen Karoglan est un footballeur croate né le 6 février 1964 à Imotski. Il évoluait au poste d'attaquant.
Il a joué 245 matchs et inscrit 72 buts en Liga Sagres (1re division portugaise).

## Carrière
- 1990-1991 : NK Zagreb  Yougoslavie
- 1991-1993 : Desportivo Chaves  Portugal
- 1993-1999 : Sporting Braga  Portugal[1],[2]